# Джузеппе Гандіні
Джузеппе Гандіні (італ. Giuseppe Gandini, 18 березня 1900, Алессандрія — 15 жовтня 1989, Алессандрія) — італійський футболіст, що грав на позиціях півзахисника і нападника, зокрема за клуб «Алессандрія», а також національну збірну Італії.

## Клубна кар'єра
У дорослому футболі дебютував 1920 року виступами за команду «Валенцана», в якій провів один сезон. 
1921 року перейшов до клубу «Алессандрія», за команду якого грав протягом наступних одинадцяти сезонів, до завершення ігрової кар'єри у 1932 році.

## Виступи за збірну
1925 року дебютував в офіційних матчах у складі національної збірної Італії. Протягом наступних чотирьох років взяв участь ще у п'яти матчах.
Помер 15 жовтня 1989 року на 90-му році життя в рідній Алессандрії.

## Титули і досягнення
- Володар Кубка КОНІ (1):

«Алессандрія»: 1927
| Дата       | Місто     | Господарі      | Результат | Гості     | Турнір           | Голи | Примітки |
| ---------- | --------- | -------------- | --------- | --------- | ---------------- | ---- | -------- |
| 14-6-1925  | Валенсія  | Іспанія        | 1 – 0     | Італія    | товариський матч | -    |          |
| 18-6-1925  | Лісабон   | Португалія     | 1 – 0     | Італія    | товариський матч | -    |          |
| 4-11-1925  | Падуя     | Італія         | 2 – 1     | Югославія | товариський матч | -    |          |
| 18-7-1926  | Стокгольм | Швеція         | 5 – 3     | Італія    | товариський матч | -    |          |
| 28-10-1926 | Прага     | Чехословаччина | 3 – 1     | Італія    | товариський матч | -    |          |
| 15-4-1928  | Порту     | Португалія     | 4 – 1     | Італія    | товариський матч | -    |          |
| Усього     |           | Матчів         | 6         |           | Голів            | 0    |          |